# Baton Rouge, Louisiana
Baton Rouge je drugi po veličini i glavni grad američke savezne države Louisiane. Grad upravno pripada okrugu East Baton Rouge Parish čije je i središte.

## Zemljopis
Baton Rouge se nalazi u jugoistočnome dijelu Louisiane na rijeci Mississippi.
Grad se prostire na 204.8 km², od čega je 198.9 km² kopnenih površina, dok vodenih područja ima 5.7 km².

## Stanovništvo
Prema popisu stanovništva iz 2000. godine grad je imao 227.818 stanovnika, 
, 88.973 domaćinstva, i 52.672 obitelji. Prosječna gustoća naseljenosti je 1.144 stan./km²
Prema rasnoj podjeli u gradu živi najviše afroamerikanaca 50,02%, bjelaca ima 45,70%, azijata 2,62%, indijanaca 0,18%, podrijetlo s pacifika 0.49%, ostale rase 0,49%, izjašnjeni kao dvije ili više rasa 0,96%. Od ukupnoga broja stanovnika njih 1,72% su latinoamerikanci ili hispanjolci.

## Zanimljivosti
Nadimak grada je "Crveni Štap" (eng.:Red Stick).
Moto grada je "Autentična Louisiana na svakom koraku" (eng.: Authentic Louisiana at every turn).

## Gradovi prijatelji
- Aix-en-Provence, Francuska
- Cordoba, Meksiko, Meksiko
- Port-au-Prince, Haiti
- Taichung, Tajvan

## Vanjske poveznice
- Službene stranice grada  Arhivirana inačica izvorne stranice od 26. listopada 2010. (Wayback Machine)

### Ostali projekti
|  | Zajednički poslužitelj ima stranicu o temi Baton Rouge, Louisiana |